# ヒメウキクサ
ヒメウキクサ（学名: Landoltia punctata）はサトイモ科のウキクサ亜科に属する水草の1種であり、ため池などの水面に生育する。葉状体は長径2–5ミリメートル (mm)、3–7脈をもち、2–7本の根が水中に伸びている。古くはウキクサ属に分類されていたが、ウキクサ属とアオウキクサ属の中間的な系統的位置にあると考えられるようになり、新たに提唱されたヒメウキクサ属（Landoltia）に移された。本種はヒメウキクサ属の唯一の種である。シマウキクサ、タイワンウキクサともよばれる。
アオウキクサ属の種とほぼ同じ大きさであるが、葉状体が濃緑色で根がふつう複数存在する点で区別できる。

## 特徴
水面に生育する浮遊植物であり、扁平な葉状体 (葉と茎の区別がなく、フロンドともよばれる) とそこから生じた根からなる。葉状体はふつう左右非相称の長楕円形から狭倒卵形 (やや細長く先端はやや尖る)、大きさは 2–5 x 1.5–3 mm、扁平、掌状に伸びる3–7脈がある (しばしば不明瞭) (上図、下図)。脈に沿って表面に突起がある。葉状体の表面は光沢のある濃緑色、裏面はふつう赤紫色を帯びる。色素細胞をもち、乾燥すると褐色の斑紋となる。シュウ酸カルシウムの針状結晶と集晶を含む。葉状体の裏面から (1–)2–7本の根が生じ、水中へ伸びている。根の長さは 5–70 mm、維管束の仮道管は基部のみにあり、根の先端は鈍頭。全ての根が prophyllum を貫いている。
葉状体の基部両側に出芽嚢があり、ここから新たな葉状体を形成して出芽状に増殖し、単独または2–6個の葉状体がつながった群体を形成している (上図、下図)。出芽嚢の基部は小さな鱗片状の構造 (prophyllum) で囲まれている。休眠芽 (越冬芽、殖芽) は形成せず、葉状体のままで越冬するとされる (ただし休眠芽を形成したとする報告もある)。

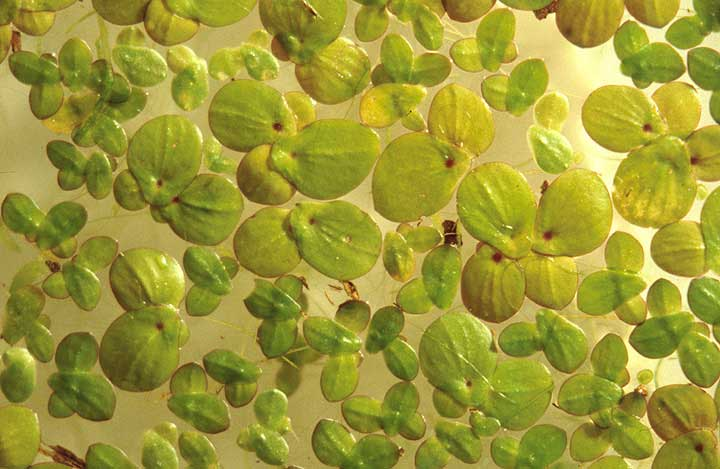
ウキクサ (大きな葉状体) とヒメウキクサ (小さな葉状体)

日本での花期は5–8月だが開花はまれ、葉状体の出芽嚢内に小さな花をつける。花は膜状構造に包まれ、2個の雄しべと1個の雌しべからなる (雄しべ1個からなる雄花2個と雌しべ1個からなる雌花1個ともされる)。雄しべの葯は4個の花粉嚢からなる。雌しべの子房は1–2個の胚珠を含む。果実には狭い翼がある。種子には長軸に沿って10–15本の肋がある。染色体数は 2n = 40, 46, 50。

## 分布・生態
南北アメリカ、アフリカ、ヨーロッパ、南アジアから東アジア、オーストラリアに分布しており、熱帯アジア原産ともされるが、自然分布は不明。日本では本州（主に関東以西）から九州まで報告されているが、帰化種ともされる。
池や水田、水路などの淡水域の水面に生息し、特に湧水環境に生育する。

## 人間との関わり
ウキクサ亜科の他の種と同様、増殖速度が速いため、栄養塩除去、バイオレメディエーション (生物による毒物除去)、バイオエタノールなどさまざまな研究に用いられている。

## 分類
本種は、以前はウキクサ属に分類されていたが (Spirodela punctata = Spirodela oligorrhiza)、系統的にウキクサよりもアオウキクサ属などにより近縁であると考えられるようになり、新たに提唱されたヒメウキクサ属 (Landoltia) に移された (Landoltia punctata)。2015年現在、ヒメウキクサはヒメウキクサ属の唯一の種である。
ウキクサ属はヒメウキクサよりもやや大きく (上図)、脈の数 (7–16) や根の数 (7–21)、仮道管が根の全長に存在する点、根の一部のみが prophyllum を貫いている点でもヒメウキクサと区別できる。またアオウキクサ属の種はヒメウキクサとほぼ同じ大きさであるが、prophyllum を欠く点や根が1本しかない点、根の仮道管を欠く点、色素細胞や集晶を欠く点でヒメウキクサと区別できる。